# ヘシカズム

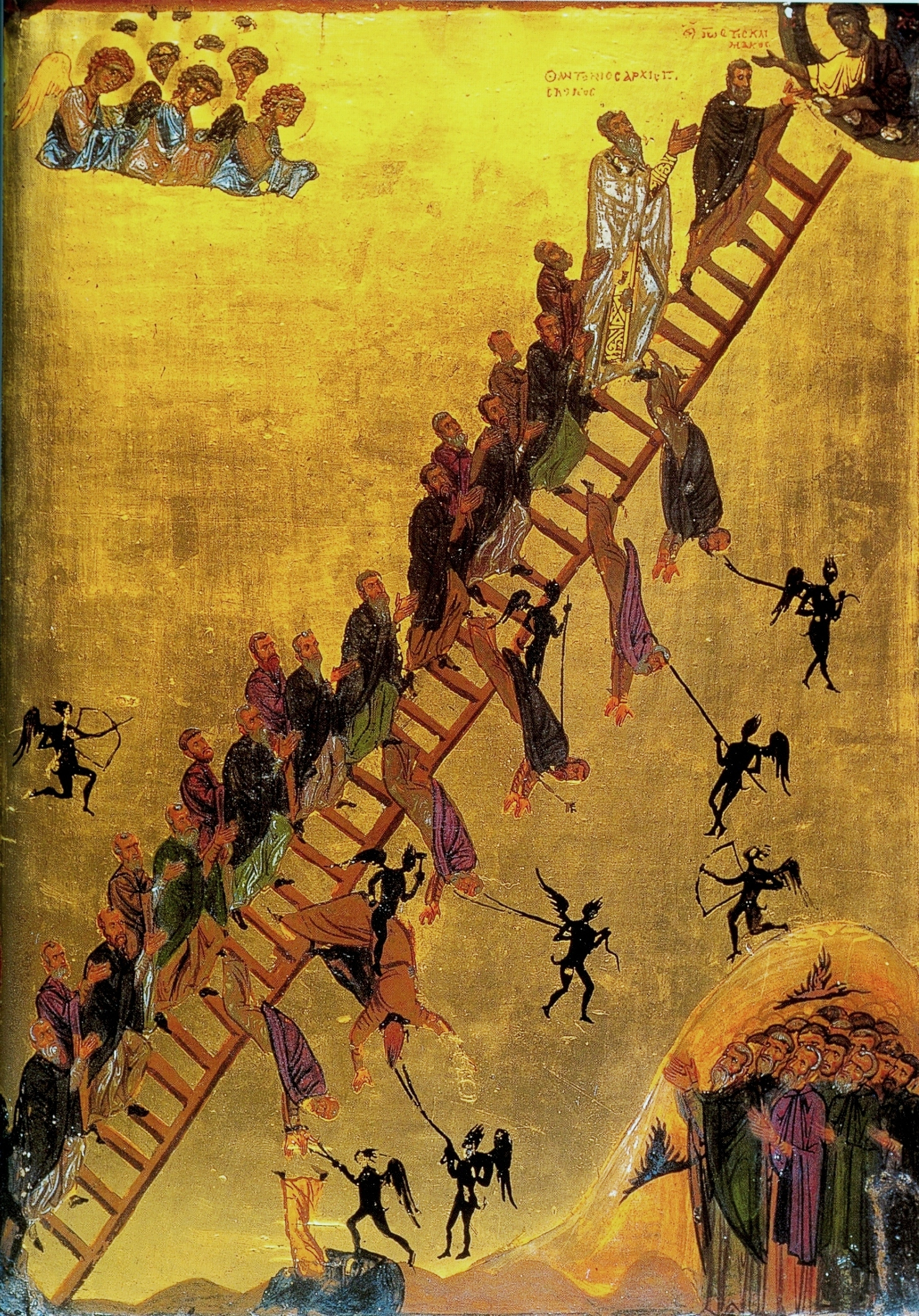
楽園のはしご。ヨハネ・クリマコスによる著作を象徴している。シナイ山にある聖カタリナ修道院。聖ヨハネ・クリマコスは、信徒の生活を 30 段のはしごに例えた。修道士たちは悪魔に誘惑され、天使に励まされる一方、キリストは頂上で彼らを歓迎している。作者匿名。

ヘシカズム（/ˈhɛsɪkæzəm, ˈhɛzɪ-/）は、東方典礼カトリック教会および正教会の東方キリスト教の伝統における瞑想的な修道院の伝統であり、そこでは静けさ（ヘシュキア: hēsychia）が存在する。それは途切れることのないイエスへの祈りを通して求められる。初期キリスト教の修道院制度に根ざしているが、14世紀にアトス山で決定的な形となった。「ヘシュカズム」「ヘシカスモス」とも表記される。

## 語源
ヘシカズム（ギリシャ語: ἡσυχασμός [isixaˈzmos]）は、「静止、休息、静寂、沈黙」を意味するヘシュキア（ἡσυχία [isiˈçia]） と「静寂を保つ」ヘシカゾ（ἡσυχάζω [isiˈxazo]）に由来する。

## 起源と発展
正教神学の学者である府主教カリストス・ウェアは、「ヘシカズム」という用語の5つの異なる用法を区別している:
1. 「孤独な生活」、「隠遁生活」と同等の意味で、この用語は4世紀以来使用されている。
2. 「イメージ、概念、言語を超えたレベルで神との結合を目指す内なる祈りの実践」。
3. 「イエスへの祈りを通してそのような一致を求める探求」。
4. 「イエスへの祈りと組み合わせた特定の心身医学的テクニック」。このテクニックの使用は少なくとも 13世紀まで遡ることができる。
5. 「グレゴリオス・パラマスの神学」、これについてはパラミズム(en:Palamism)を参照。

### 初期キリスト教の修道院生活

#### 孤独な修行生活
キリスト教の修道院生活は、4世紀のキリスト教の合法化とともに始まった。ヘシカストという用語は、4世紀以降、エジプトから発せられたキリスト教の禁欲的な著作では控えめに使用されているが、エヴァグリオスの著作や砂漠の師父たちの言葉はそれを証明している。エジプトでは、より頻繁に使用される用語は、アンコレティズム(ギリシャ語:アナコレシス ἀναχώρησις、「撤退、引退」) およびアンコライト(en)(ギリシャ語:アナコレテス ἀναχωρητής、「撤退または引退する人、つまり隠者」) である。
ヘシカストという用語は、6世紀にパレスチナのスキトポリスのキリルの生涯の中で使用された。キリルが描写するヘシカストの多くは彼自身の同時代人であった。キリルが書いた聖人の何人か、特にエウティミオスとサバス(en)は実際にはカッパドキア出身であった。皇帝ユスティニアヌス1世(在位 527 - 565 年)の法律 (novellae) では、ヘシカストとアンコライトが同義語として扱われ、交換可能な用語となっている。

#### 内なる祈り
「心の内なる静けさ、あるいは沈黙」を目的とした内なる祈りの実践は、少なくとも 4世紀にまで遡る。エヴァグリオス・ポンティコス（345年 - 399年）、ヨハネ・クリマコス（シナイのヨハネ）（6世紀 - 7世紀）、告白者マクシモス（580年頃 - 662年）、新神学者シメオン（949年 - 1022年）は、このヘシカストの霊性の代表者である。ヨハネ・クリマコスは、影響力のある著書『楽園への梯子』の中で、アガペーに至る瞑想的またはヘシカストの実践のいくつかの段階について説明している。
イエスへの祈りへの最も古い言及は、フォティケーのディアドコス(en) (450年頃)にある。エヴァグリオスもマクシモスもシメオンもイエスへの祈りについて言及していない。ヨハネス・カッシアヌス(en) (360年頃 - 435年) は、エヴァグリオス・ポンティコスの禁欲的な教えを西洋に伝え、ベネディクト会の精神性とその後の西洋神秘的伝統の多くの基礎を形成した。エジプトでは、「神よ、急いで私を救ってください。主よ、急いで私を助けてください。」という繰り返しの祈りに使われていた。

### 心身医学的テクニックの導入
ローマカトリック教徒で正教会に改宗し、アトス山の修道士となったニケフォロス(en:Nikephoros the Monk) (13世紀)は、修道士たちに頭を胸の方に曲げ、リズムをコントロールしながら「呼吸に祈りを添える」ようアドバイスした。呼吸を整え、「祈りの間、目を『体の中央』に固定し」、ネプシス（注意深さ）を実践するために心の中に精神を集中させる。これはヘシカストの祈りにおける心身医学的テクニックの最も初期の著述であるが、カリストス・ウェアによれば、「その起源はおそらくはるかに古く、スーフィー派のディクル (en:dhikr) の実践の影響を受けたものである可能性がある」「神の名前の記憶と呼び出し」、これはインドのヨガの実践の影響を受けた可能性があるが、スーフィーが初期キリスト教の修道院生活の影響を受けた可能性もある。
14 世紀初頭、シナイのグレゴリオス(en) (1260 年代 – 1346 年) は、クレタ島のアルセニオスから、ヨハネ・クリマコスの伝統に根ざした規律ある精神的祈りの形式を学んだ。1310年に彼はアトス山に行き、そこにフィロテオス修道院(en:Philotheou Monastery) 近くのマグーラの僧院で修道士として 1335年まで留まり、そこでヘシカストの実践を導入した。ヘシカズムとヘシカストという用語は、アトス山の修道士によって、特定の精神身体的手法を支援したイエスへの祈りの使用を含む精神的禁欲の実践と実践者を指すために使用されてきた。

### ヘシカスト論争とパラマスの神学
1337年頃、ヘシカズムは、当時コンスタンティノープルの聖救世主修道院で修道院長の職にあり、アトス山を訪れたカラブリアの修道士、セミナラのバルラーム(en)の注目を集めた。当時、アトス山はアンドロニコス3世パレオロゴスの治世下、プロトス・シメオンの指導下でその名声と影響力が絶頂に達していた。アトス山で、バルラームはヘシカストに遭遇し、彼らの実践の説明を聞き、自身もアトス人の修道士であるグレゴリオス・パラマスのヘシカズムの教師の著作も読んだ。西洋スコラ神学の訓練を受けたバルラームは、ヘシカズムに衝撃を受け、口頭でも著作でもそれと闘い始めた。西洋スコラ様式の神学の家庭教師として、バルラームは、神の知識に対して、ヘシカストが教えるよりも知的で命題的なアプローチを提唱していた。
バルラームは、光の性質に関してヘシカストが受け入れている教義を例外とし、その経験はヘシカストの実践の目標であると言われ、それを異端で冒涜的なものとしてみなした。それは神の起源であり、変容の際にタボル山でイエスの弟子たちに現れた光と同一であるとヘシカストたちは主張した。このバルラームは、目に見える神と目に見えない神という二つの永遠の実体を仮定している限り、多神教であると主張した。
ヘシカスト側では、この論争は後にテサロニケ大司教となったグレゴリオス・パラマスによって取り上げられ、アトス山の仲間の修道士たちによってバルラームの攻撃からヘシカストを守るよう頼まれた。グレゴリオス自身もギリシャ哲学の十分な教育を受けていた。グレゴリオスは、1340年代にコンスタンティノープルの 3つの異なる教会会議でヘシカストを擁護し、またその弁護について多くの著作を書き残した。
グレゴリオス・パラマスは、これらの著作の中で、神のエネルギーまたは働き（エネルゲイア）と神の本質(ウーシア)との間の、4世紀にカッパドキアの教父たちの著作にすでに見られた区別を使用している。グレゴリオスは、神のエネルギーや働きは創造されたものではないと教えた。彼は、神の本質は、たとえ来世であってもその被造物によって決して知ることはできないが、神の創造されなかったエネルギーや働きは、この世でも来世でも知ることができ、この世のヘシカストとこの世の人々に伝えることができる、と教えた。次の人生では、神についての真の霊的知識を得ることができる。パラマスの神学では、創造されない光の経験を保証されているヘシカストを照らすのは、神の創造されないエネルギーである。
1341年、この論争はコンスタンティノープルで開催され、皇帝アンドロニコス3世が主宰する会議で提起された。教会会議は、偽ディオニュシオスの著作が重視されていたことを考慮して、バルラームを非難した。バルラームは撤回してカラブリアに戻り、その後カトリック教会の司教になった。
バルラームの友人の一人であるグレゴリオス・アキディノス(en)は、元々はグレゴリオス・パラマスの友人でもあったが、この論争を取り上げたが、これはヨハネス・カンタクゼノスとヨハネス5世パレオロゴスの支持者間の内戦にも一因となった。[英語版に要出典]。このテーマに関する他の会議が3回開催され、そのうち2回目ではバルラームの信奉者が短い勝利を収めた。しかし1351年、ヨハネス6世カンタクゼノス皇帝の議長の下で開かれた教会会議で、ヘシカストの教義が正教会の教義として確立された。

### ロシアでの紹介
パイシイ・ヴェリチコフスキー(en)とその弟子たちは、この慣行をロシアとルーマニアに知らしめたが、サロフのセラフィムが独自にヘシカズムを実践していたことが証明しているように、ロシアではヘシカズムはすでに知られていた。

## テキスト
ヘシカストが使用した本には、4世紀から15世紀にかけて書かれた祈りと孤独な精神的禁欲に関する文書を集めた『フィロカリア』が含まれる。これは多くの独立した編集版として存在する。『楽園への梯子』、新神学者シメオン（949-1022）の著作集。シリア人聖イサクの作品 (7世紀)。10世紀頃にエルサレム近くの聖サバス修道院(en:Mar Saba)で選ばれ、ギリシャ語に翻訳された。

## ヘシカズムに対する西洋の見解
西洋の神学者は、本質とエネルギーの区別は、たとえ現実に根拠があるとはいえ、（心の中で）概念的なものではなく、現実的なものであるという考えを拒否する傾向があった。彼らの見解では、神の存在論的本質とエネルギーの区別を肯定することは、神の一体性に関する第一ニカイア公会議の教えと矛盾する。エイドリアン・フォーテスキュー(en)は、カトリック百科事典(1909 年)の中で、「神の本質と働きの間の本当の区別は、現在ではめったに主張されないが、依然としてもう 1つの原則として残っており、その点で正教会とカトリック教徒は異なる。」と主張した。フォーテスキューによれば、神は純粋な現実であるというスコラ理論は、パラマス神学が西洋で大きな影響力を及ぼすことを妨げ、東方におけるヘシカズムの哲学的反対者たちが武器を借りたのは西洋スコラ主義であった。
場合によっては、これらの神学者はヘシカズムを、カトリック教会が規範とした 18世紀の神秘主義の復興である静寂主義と同一視した。これはおそらく、「静寂主義」が「ヘシカズム」の直訳だからであろう。しかしカリストス・ウェアによれば、「『ヘシカズム』を『静寂主義』と訳すのは、おそらく語源学的に擁護可能ではあるが、歴史的にも神学的にも誤解を招くものだ。」ウェアは、「17世紀の西洋の静寂主義者 (キエティスム)の独特の教義は、ギリシャのヘシカズムの特徴ではない」と主張する。
カトリック教会はパラマスの神学に対するいかなる非難も表明しておらず、東方で起こった論争でパラマスの神学を支持したニコラス・カバシラスの著作を典礼朗読に使用している。その時の典礼には、朗読時課の2年サイクルの第2年、復活祭第5週の火曜日、水曜日、木曜日に行われたカバシラスの「キリストにおける生涯」からの抜粋が含まれている。
20世紀後半には、パラマスに対するカトリック神学者の態度に顕著な変化が見られ、パラマスに対する「更生」が行われ、西方教会の一部で彼を非列聖であっても聖人とみなす者が増えた。一部の西洋の学者は、パラマスの教えとカトリックの思想の間に矛盾はないと主張している。カリストス・ウェアによれば、カトリック教会と英国国教会の両方の一部の西洋神学者は、パラマス神学を神の中に容認できない分裂を導入するものと見なしている。しかし、彼の神学を自分の考えに組み込んだ人もいる。